# Omiodes simialis
Omiodes simialis is een vlinder uit de familie van de grasmotten (Crambidae). De wetenschappelijke naam van deze soort is voor het eerst voorgesteld door Achille Guenée in een publicatie uit 1854.
De soort komt voor in Florida, Cuba, de Dominicaanse Republiek, Puerto Rico, Honduras, Costa Rica, Venezuela, Frans-Guyana en Brazilië .